# Syracuse (Ohio)
Syracuse è un comune degli Stati Uniti d'America, nella contea di Meigs, nello Stato dell'Ohio. Sorge sul fiume Ohio, conta 862 abitanti (2007).